# نورمان أنيل كومار براون
نورمان أنيل كومار براون (بالهندية: नोर्मन अनील कुमार ब्रोव्ने؛ بالإنجليزية: Norman Anil Kumar Browne) هو طيار هندي، ولد في 15 ديسمبر 1951 في الله أباد في الهند.